# Национальная ассамблея народной власти (Куба)
Национальная ассамблея народной власти (исп. Asamblea Nacional del Poder Popular) — однопалатный законодательный орган Кубы, состоящий из 470 депутатов, избирающихся от одномандатных округов на пятилетний срок. Обычно созывается два раза в год. В период между сессиями её функции выполняются Государственным советом, состоящим из 35 членов.

## История
Во время Первой республики Куба существовал двухпалатный законодательный орган, состоящий из Сената (верхняя палата) и Палаты представителей (нижняя палата). Его заседания проводились в Капитолии с 1929 по 1959 год.
После революции 1959 года работа парламента была прекращена.
Национальная ассамблея народной власти возникла на общенациональных выборах, состоявшихся в 1976 году после ратификации Конституции 1976 года. Выборные должностные лица, в соответствии с порядком, установленным законом, собрались в первый раз 2 декабря 1976 года.

## Современное состояние
Ассамблея является однопалатным парламентом и единственным органом на Кубе, который наделен как учредительной, так и законодательной властью. Парламент проводит две очередные сессии в год, которые являются открытыми, если члены Ассамблеи не голосуют за проведение закрытых сессий по соображениям безопасности.
Национальная Ассамблея имеет право вносить поправки в Конституцию, изменять и отменять законы, обсуждать и принимать национальные планы экономического развития, государственного бюджета, кредитных и финансовых программ. Среди его постоянных или временных комиссий лица, ответственные за вопросы, касающиеся экономики, сахарной промышленности, производства продуктов питания, промышленности, транспорта и связи, строительства, иностранных дел, здравоохранения, обороны, и внутренних дел. Национальная Ассамблея также имеет постоянные ведомства, курирующие работу комиссий, местных собраний, производство судебных дел.

## Здание
Современное здание Дворца конгрессов (PALCO) было построено в 1979 году по случаю VI саммита Движения неприсоединения, проходившего в Гаване. Дворец конгрессов Гаваны занимает площадь 60 000 квадратных метров. Был местом проведения многочисленных национальных и международных конгрессов и мероприятий, а также является постоянной штаб-квартирой очередных и внеочередных сессий Национальной ассамблеи народной власти Кубы.
С 2016 года заседания Национальной ассамблеи народной власти проходят в здании Капитолия.

## Состав созывов
I созыв (1976—1981)
- Председатель: Блас Рока Кальдерио
- Вице-Председатель: Рауль Роа
- Секретарь: Хосе Гарсия Араньябуру

II созыв (1981—1986)
- Председатель: Флавио Браво Пардо
- Вице-Председатель: Хорхе Перес Лескано
- Секретарь: Хосе Гарсия Араньябуру

III созыв (1986—1993)
- Председатели: Флавио Браво Пардо (1986), Северо Агирре Христа (1987—1990), Хуан Эскалона Регера (1990—1993)
- Вице-председатель: Северо Агирре Христа (1986—1990), Зойла Мендоса Бенитес (1990—1993)
- Секретарь: Эрнесто Суарес Мендес

IV созыв (1993—1998)
- Председатель Рикардо Аларкон де Кесада
- Вице-Председатель: Хайме Эрнандес-Бакеро Кромбет[исп.]
- Секретарь: Эрнесто Суарес Мендес

V созыв (1998—2003)
- Председатель Рикардо Аларкон де Кесада
- Вице-Председатель: Хайме Эрнандес-Бакеро Кромбет
- Секретарь: Эрнесто Суарес Мендес

VI созыв (2003—2008)
- Председатель Рикардо Аларкон де Кесада
- Вице-Председатель: Хайме Эрнандес-Бакеро Кромбет
- Секретарь: Эрнесто Суарес Мендес

VII созыв (2008—2013)
- Председатель Рикардо Аларкон де Кесада
- Вице-председатель: Хайме Эрнандес-Бакеро Кромбет (2008—2012), Ана Мария Мари Мачадо (2012—2013)
- Секретарь: Мириам Брито Сароса

VIII созыв (2013—2018)
- Председатель Эстебан Лазо
- Вице-председатель: Ана Мария Мари Мачадо
- Секретарь: Мириам Брито Сароса

IX созыв (2018—2023)
- Председатель Эстебан Лазо
- Вице-председатель: Ана Мария Мари Мачадо
- Секретарь: Мириам Брито Сароса (Хомерро Акоста Альварес — с 2019 года)